# Tolui
Tolui, né vers 1191 et mort en 1232, est le plus jeune fils de Gengis Khan et de Börte. Général de premier plan lors des premières conquêtes mongoles, Tolui est l'un des principaux candidats pour succéder à son père après sa mort en 1227 et sert finalement comme régent de l'Empire mongol jusqu'à l'accession de son frère Ögedei deux ans plus tard. L'épouse de Tolui est Sorgaqtani Beki. Möngke et Kubilai, les quatrième et cinquième khans de l'empire, et Hulagu, le fondateur de l'Ilkhanat, sont ses fils.
Tolui est moins actif que ses frères aînés Djötchi, Djaghataï et Ögedei lors de l'accession au pouvoir de leur père, mais une fois adulte, il est considéré comme le meilleur guerrier des quatre. Il commande les armées sous les ordres de son père lors de la première invasion de la Chine Jin, et son service distingué lors de l'invasion mongole de l'Empire Khwarazmian assure sa réputation. Après la chute des villes de Transoxiane en 1220, Gengis envoie Tolui au début de l'année suivante pour soumettre la région du Khorasan. Tolui exécute ses ordres avec une efficacité impitoyable, attaquant les principales villes de Merv, Nishapur et Herat, et en soumettant de nombreuses autres. Les chroniqueurs médiévaux attribuent plus de trois millions de morts aux massacres qu'il ordonne à Nishapur et à Merv ; bien que ces chiffres soient considérés comme exagérés par les historiens modernes, ils témoignent de la brutalité anormale de la campagne de Tolui.
Le système d'héritage traditionnel des Mongols étant une forme d'ultimogéniture, Tolui est le principal candidat pour succéder à son père. Sa position est renforcée par l'élimination de Djötchi et de Djaghataï, en raison respectivement d'une possible illégitimité et d'une arrogance excessive. Gengis finit par abandonner Tolui au profit d'Ögedei, connu pour sa générosité. Tolui participe à la dernière campagne de son père lorsque ce dernier meurt au milieu de l'année 1227 ; en tant que fils cadet, il devint régent, chargé de l'enterrement de son père et de l'administration de la nation. Il est possible que l'interrègne de deux ans soit prolongé par le désir de Tolui de devenir lui-même khan ; il finit néanmoins par prêter allégeance à Ögedei, qui est couronné en 1229.
Tolui accompagne Ögedei après la reprise de la guerre contre la dynastie Jin en 1230. La campagne est un succès et ils retournent en Mongolie deux ans plus tard. Tolui meurt dans des circonstances obscures à la fin de l'année 1232. Le document officiel indique qu'il est mort lors d'un rituel chamanique alors qu'il sauve Ögedei d'une malédiction ; des théories alternatives suggèrent qu'il est mort d'alcoolisme ou qu'Ögedei l'a fait empoisonner. Après avoir repris les terres et les domaines de Tolui après sa mort, Sorgaqtani a amassé suffisamment de richesses et de partisans pour garantir que son fils Möngke prenne le pouvoir en 1251, après la mort du fils d'Ögedei, Güyük.

## Biographie

### Jeunesse et famille
L'année de naissance de Tolui est controversée ; alors que l'historien Christopher Atwood pense qu'il est né en 1191 ou 1192, les sinologues Frederick W. Mote et Paul Ratchnevsky placent la date à la fin des années 1180,. Il est le quatrième fils de Temüjin, le futur Gengis Khan, et de Börte, sa première épouse. Ses frères aînés sont Djötchi, Djaghataï et Ögedei,. Il a également cinq sœurs : Qojin, Chechiyegen, Alaqa, Tumelun et Altun.
Le nom « Tolui » (écriture mongole : ᠲᠤᠯᠤᠢ, mongol : Толуй, signifie miroir),. L'historien Isenbike Togan suppose quant à lui que Tolui est une transformation du titre otchigin donné dans la tradition mongole au plus jeune fils.
Peu de temps après la campagne de Temüjin contre les Tatars, Tolui est l'objet d'une tentative d'enlèvement racontée dans deux sources : le poème mongol du XIIIe siècle L'Histoire secrète des Mongols et le livre Jami al-tawarikh de l'historien persan du XIVe siècle Rashid al-Din. Selon l'Histoire secrète, Tolui, âgé de cinq ans, est sauvé par Altani, l'épouse du général Borokhula, qui retient le ravisseur tatar jusqu'à ce que deux autres Mongols le tuent ; Rashid al-Din, quant à lui, raconte que Tolui est sauvé par son frère adoptif Shigi Qutuqu, alors un jeune adolescent, avec l'aide d'un chien de berger mongol voisin,.
Après la défaite et la mort du khan Keraït Toghril en 1203, Tolui reçoit la nièce de Toghril Sorgaqtani Beki et la petite-fille Doqouz Khatoun, toutes deux chrétiennes nestoriennes, comme épouses,,. Tolui et Sorgaqtani ont leur premier fils, Möngke, en 1209 ; Kublai et Hulagu suivent respectivement en 1215 et 1217, tandis que leur dernier fils, Ariq Boqe, est né plus d'une décennie plus tard. Tolui épouse également Lingqun, la fille de Kuchlug, prince de la tribu Naiman, et a avec elle un fils nommé Qutuqtu.
Tolui est considéré comme le meilleur guerrier des fils de Temüjin, qui s'est donné le nom de Gengis Khan lors d'un kurultai en 1206,,. Il commande des armées lors de l'invasion de la Chine Jin ; lorsque Gengis est blessé par une flèche lors du siège de Xijing (aujourd'hui Datong), Tolui est nommé à la tête de l'armée assiégeante jusqu'au retrait des Mongols,. Avec son beau-frère Chigu, il attaque les murs de Dexing à l'automne 1213 lors des préparatifs de l'assaut sur le col de Juyong,.

### Invasion de l'Empire khwarezmien

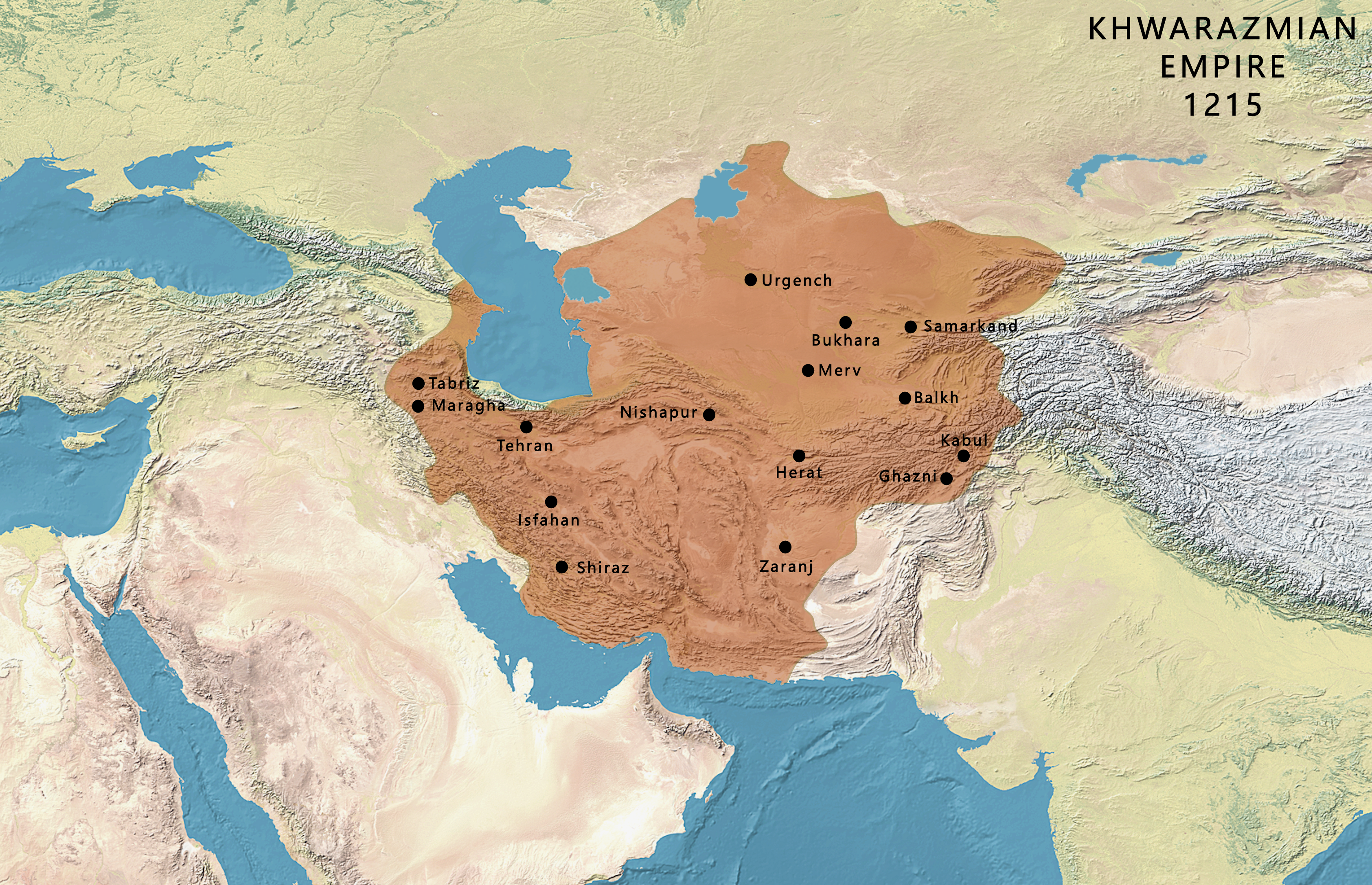
Une carte de l'Empire Khwarazmian en 1215 ; la campagne de Tolui soumet le Khorasan, la région centrale de l'empire.

Lors de l'invasion de l'Empire Khwarazmien, qui débute en 1219, Tolui accompagne initialement l'armée de son père. Ils contournent le siège en cours à Otrar pour attaquer les principaux centres de Transoxiane — Samarkand et sa voisine Boukhara — au début de l'année 1220,. Cette dernière est capturée en février après un siège rapide, tandis que Samarcande tombe quelques mois plus tard,. Tolui et son père passent l'hiver 1220-1221 à affronter les rebelles le long du Vakhsh, dans l'actuel Tadjikistan. Après avoir capturé Balkh au début de 1221 et tout en continuant à assiéger Taliqan, Gengis envoie Tolui au Khorasan pour s'assurer qu'aucune opposition ne subsiste. Sa tâche est de pacifier et de soumettre la région et ses villes par tous les moyens possibles, et il mène à bien cette tâche « avec une minutie dont cette région ne s'est jamais remise », selon les mots de l'historien John Andrew Boyle,,.
L'armée de Tolui est composée d'un dixième de la force d'invasion mongole augmentée de conscrits khwarazmiens ; l'historien Carl Sverdrup estime sa taille à environ 7 000 hommes,,. Il marche vers l'ouest de Balkh à Murichaq, à l'actuelle frontière entre l'Afghanistan et le Turkménistan, puis traverse la rivière Murghab et son affluent le Kouchk pour s'approcher de la ville de Merv par le sud. Il tend une embuscade à une force de pillards turkmènes dans la nuit du 24 février ; l'attaque surprise les prend au dépourvu, et ceux qui ne sont pas tués par les Mongols ou ne se noient pas dans la rivière sont dispersés. Les Mongols arrivent à Merv le jour suivant. Après avoir évalué la ville pendant six jours, Tolui arrive à la conclusion que les fortifications de la ville résisteraient à un long siège. Ayant été soumis à un assaut général le septième jour, les habitants de la ville, qui avaient tenté deux sorties sans succès, perdent la volonté de résister et se rendent aux Mongols, qui promettent de les traiter équitablement,. Tolui, cependant, revient sur cette promesse et massacre une partie de la population à l'exception d'un petit nombre d'artisans et d'enfants. Il est rapporté que chaque soldat mongol se voit attribuer entre trois et quatre cents personnes à tuer ; le chroniqueur contemporain Ibn al-Athir estime le nombre de morts à 700 000, tandis que le chroniqueur Ata-Malik Juvayni, rapporte qu'un clerc passe treize jours à compter les morts et arrive à un chiffre de 1 300 000. Si les chiffres sont incertains et probablement exagérés, ils témoignent de l'importance du massacre,.
Tolui continue de diriger l'armée vers Nishapur. Jalal al-Din, le fils aîné et héritier de Muhammad II, est arrivé dans la ville le 10 février 1221, tentant d'échapper au siège mongol en cours à Kounia-Ourguentch, la capitale de l'empire ; il ne reste dans la ville que quelques jours avant de partir en direction de Zozan.
Tolui arrive dans la ville le 7 avril et les habitants, impressionnés par la taille de ses forces, cherchent immédiatement à accepter les conditions de reddition. Cependant, Tolui rejette tout compromis et rase la ville. Il supervise le massacre de toute la population, à l'exception de 400 artisans,,,,,. Il envoie ensuite des détachements contre les villes environnantes telles que Abiward, Nasa, Tus et Jajarm.
Il existe une certaine confusion sur le sort d'Herat, la dernière des grandes villes du Khorasan. L'historien du début du XXe siècle Vassili Barthold, citant une histoire locale des années 1400, déclare qu'aucun des habitants n'est tué à l'exception de la garnison ; pendant ce temps, le chroniqueur Minhaj-i Siraj Juzjani, qui a combattu les Mongols à proximité, rapporte qu'après un siège de huit mois, la ville est prise et sa population massacrée. On sait aujourd'hui, grâce à une chronique redécouverte en 1944, qu'il y a deux sièges d'Hérat. Le premier fait suite à l'exécution d'un diplomate mongol et est dirigé par Tolui qui promet d'épargner la population si elle se rend. Il tue les hommes de la garnison après la reddition et continue sa campagne en respectant la promesse. Le second siège fait suite à une révolte de la population à la suite duquel le général mongol Eljigidei massacre effectivement la population en représailles.
Les bilans de morts traditionnellement attribués à la campagne de Tolui au Khorasan sont considérés comme exagérés par les historiens modernes. Les villes de Merv, Nishapur et Herat n'auraient pu accueillir qu'une fraction de leur population déclarée, et les populations seraient revenues presque miraculeusement dans les villes détruites - le fils adoptif de Gengis Khan, Shigi Qutuqu, aurait ordonné la mort de 100 000 personnes supplémentaires à Merv en novembre 1221, après une énième rébellion. Les chiffres représentent cependant clairement une catastrophe démographique si extrême que les populations autochtones ont du mal à quantifier la destruction. L'historien Michal Biran a suggéré que la rapidité avec laquelle les Mongols introduisent la guerre pragmatiquement brutale de l'Asie de l'Est dans le monde musulman est un facteur de ce choc culturel.

### Régence

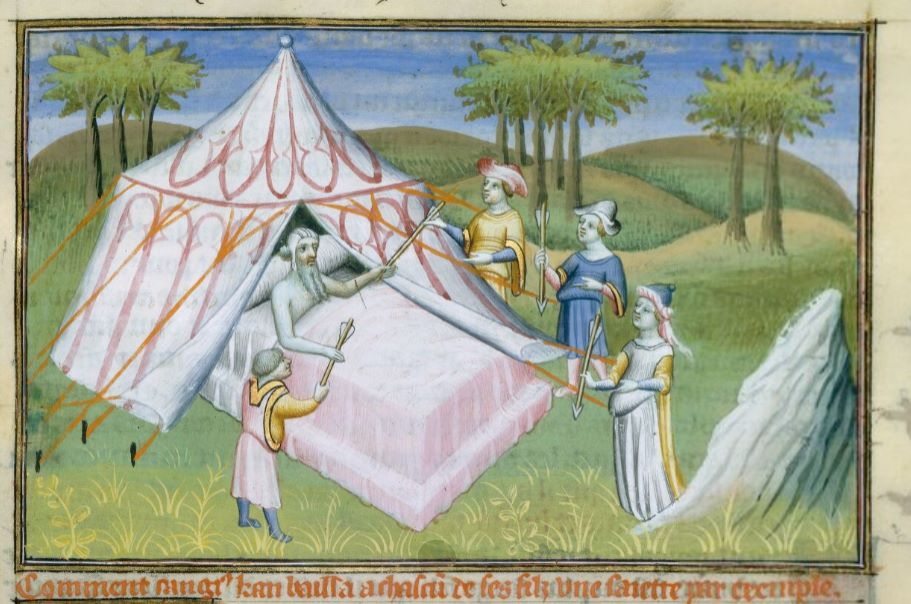
Miniature du début du XVe siècle siècle représentant Gengis Khan conseillant ses fils sur son lit de mort, tirée de la section de Marco Polo du manuscrit du Livre des merveilles.

Les tribus de la steppe mongole n'ont pas de système de succession fixe, mais ont souvent recours à une forme d'ultimogéniture (succession du plus jeune fils) au motif que, contrairement à ses frères aînés, le plus jeune fils n'a pas eu le temps de se faire une suite et a besoin de l'aide de l'héritage de son père, cependant la question de la succession d'un titre n'est pas liée à ce système.
L'Histoire secrète des Mongols rapporte que Gengis Khan choisit son successeur à la demande de sa femme Yisui alors qu'il se prépare aux campagnes khwarazmiennes en 1219. Rashid al-Din, d'autre part, affirme que la décision est intervenue avant la campagne finale du khan contre la dynastie Xia,. Quelle que soit la date, il y a cinq candidats possibles : les quatre fils de Gengis Khan et son plus jeune frère Temüge, qui a la prétention la plus faible et qui n'a jamais été sérieusement pris en considération. Une problématique sur le lien de paternité concerne Djötchi et sa propension à préférer gérer ses propres territoires exacerbent l'opinion de Gengis Khan à son égard,. Si ces problèmes l'écartent probablement de la succession, ils provoquent également la mise à l'écart de Djaghataï après que ce dernier se soit battu avec Djötchi,. Il ne reste dès lors qu'Ögedei et Tolui comme candidats,.
Tolui est incontestablement supérieur en termes militaires. Sa campagne au Khorasan brise l'Empire khwarazmien, tandis qu'Ögedei est beaucoup moins compétent en tant que commandant et est connu pour boire excessivement, même selon les normes mongoles,. Ogedei est cependant apprécié de tous dans la nation et est connu pour sa générosité, sa courtoisie et sa volonté de médiation et de compromis. Conscient de son manque de compétences militaires, il place sa confiance en ses subordonnés compétents. Il est également plus susceptible de préserver les traditions mongoles que Tolui, dont l'épouse Sorgaqtani, elle-même chrétienne nestorienne, est la protectrice de nombreuses autres religions.
Tolui accompagne son père Gengis Khan lorsqu'il meurt en 1227. En tant que fils cadet, il prend la place de régent et administre l'empire. S'appuyant peut-être sur des traditions antérieures, il établit un précédent sur ce qu'il faut faire après la mort d'un khan. Ces mesures comprennent l'arrêt de toutes les actions militaires offensives impliquant les troupes mongoles, l'instauration d'une longue période de deuil que le régent supervise, et la tenue d'un qurultay afin de nommer les prétendants et sélectionner le successeur,. En 1229, le choix se porte sur Ogedei.

### Fin de vie
Les restes de la dynastie Jin au Shaanxi s'avèrent difficiles à administrer au début du règne d'Ögedei : leur général en chef défait un général mongol en 1230 au col de Tongguan. Ögedei part lui-même sur le terrain en automne, accompagné de Tolui et du fils de ce dernier, Möngke. Un certain nombre de sources écrites pendant le règne de Kublai, le fils de Tolui, attribuent les défaites à la mauvaise maîtrise d'Ögedei et attribuent à Tolui à la fois les victoires ultérieures et le mérite d'avoir réprimandé les plaintes pétulantes de son frère avec des paroles de sagesse.
Alors que le col de Tongguan est solidement tenu par les Jin et que l'armée mongole souffrait de famine dans la province du Shaanxi, les frères se retirent en Mongolie intérieure pour planifier. Ils décident d'adopter une des idées de leur père : dans un mouvement de tenaille massif, Tolui, accompagné de Subutai et de Shigi Qutuqu, contournerait Tongguan en traversant le territoire Song au sud du Shaanxi, tandis qu'Ogedei marcherait vers la capitale Jin , Kaifeng, le long du fleuve Jaune. Cette stratégie risquée s'est avérée payante : bien que les hommes de Tolui aient prétendument souffert de telles privations qu'ils aient eu recours au cannibalisme, il réussit à rassembler des provisions dans les terres intactes des Song, à traverser la province Jin du Henan et à affronter l'ennemi au mont Sangfeng le 9 février 1232. Surpassant largement en nombre l'armée de Tolui, les Jin menacent de violer toutes les femmes mongoles de l'armée. En représailles, après la victoire de Tolui, ses soldats sodomisent toute la force Jin. Le succès de Tolui renforce sa position à la cour mongole, tandis que les performances militaires médiocres d'Ogedei affaiblissent la sienne.
Tolui meurt plus tard cette année-là dans des circonstances mystérieuses près de Pékin. Selon  l'Histoire secrète, il sacrifie sa vie lors d'un rituel chamanique pour épargner Ögedei d'une malédiction. Il se serait porté volontaire suite à une prophétie du vivant de Gengis Khan. Ce récit donne lieu à des soupçons selon lesquels Ögedei aurait fait assassiner Tolui,,. Atwood émet l'hypothèse que ces soupçons sont le but recherché par l'Histoire secrète rédigée sous le patronage des descendants de Tolui voulant discréditer subtilement les descendants d'Ögedei. Il propose que l'explication prosaïque d'un décès dû à l'alcoolisme, telle qu'elle est rapportée par Juvayni, est la plus probable.
Sorgaqtani hérita des biens de Tolui après sa mort sur ordre d'Ögedei ; avec le soutien de ses vastes domaines en Mongolie, elle devient l'une des figures les plus respectées et les plus puissantes de l'empire. Elle joue un rôle majeur dans la création d'une alliance avec les descendants de Djötchi dans la Horde d'Or, qui culmine avec l'accession au titre de Khagan de son fils Möngke en 1252. Les Toluides restent les détenteurs du titre impérial alors qu'il évolue vers la dynastie Yuan sous le deuxième fils Kublai, tandis que leur troisième fils Hulagu devient le fondateur de l'Ilkhanat en Perse. Tolui est plus tard élevé au rang de khan par Kublai, après avoir établi la dynastie Yuan à la fin du XIIIe siècle, tandis que lui et Sorgaqtani deviennent également des figures majeures du culte des Huit Yourtes Blanches en Mongolie, dont le siège est aujourd'hui au Mausolée de Gengis Khan,.

## Épouses et descendance
L'épouse principale de Tolui est Sorgaqtani, fille de Jakha Gambhu et nièce de Toghril, le roi (khan) des Kéraït. Ils ont plusieurs enfants :
- Möngke (1209-1259), fils aîné de Tolui et quatrième khan suprême des Mongols de 1251 à sa mort ;
- Kubilai (1215-1294), son quatrième fils, cinquième et dernier khan suprême des Mongols de 1260 à sa mort, fondateur de la dynastie Yuan qui règne en Chine jusqu'en 1368 ;
- Houlagou (vers 1217-1265), son cinquième fils, fondateur de la dynastie des Ilkhanides qui règne en Perse jusqu'en 1335 ;
- Ariq Boqa (vers 1219-1266), son sixième fils, rival malheureux de Kubilai pour l'accès au khanat suprême ;
- la princesse Dümügan, mariée à Nakudai, le fils d'Ala Kush Tegin (roi des Ongüt) et d'Alaqai Beki (fille de Gengis Khan).

De Saruq Khatun, Tolui a un fils :
- Jörike, son second fils, mort jeune.

De Lingqun Khatun, fille de Kütchlüg (remariée à Malik Timur, fils d'Ariq Boqa), Tolui a :
- Qutuqtu, son troisième fils
- la princesse Ile Timur, mariée à Pars Buqa, fils de Törölchi (prince Oïrats) et de Checheyigen (fille de Gengis Khan).

D'une autre femme, Tolui a :
- la princesse Yesubuha, mariée en 1238 à Wochen, roi des Khongirad, fils d'Anchen et neveu de Börte.

Le khanat de Djaghataï, domaine des descendants de Djaghataï, deuxième fils de Gengis Khan et de Börte, qui couvrait l'Asie centrale au sens large, était donc encadré par les domaines des Ilkhans à l'Ouest et des Yuan à l'Est, deux branches issues de Tolui.